# СУ-45
СУ-45 — советская опытная сверхлёгкая САУ, разработанная в КБ завода № 37 в 1935—1936 годах. Выпущено два прототипа.

## История создания
22 марта 1935 года директор завода № 37 получил распоряжение начальника НТО АБТО РККА о необходимости разработки к 15 апреля проекта САУ на базе танка Т-37. Машина с 45-мм пушкой должна была быть выполнена на шасси танка Т-37А.

### СУ-37
Первым прототипом СУ-45 являлась СУ-37. Техническое задание было следующим:
«Вес установки в боевом положении не должен превышать 3000 кг. Тактико-технические свойства СУ должны быть не ниже, чем у Т-37… Для самоходной установки использовать 45-мм противотанковое орудие вместе с верхним станком, прицелом и механизмами его наведения… Высота линии огня должна быть не свыше 1200 мм, углы обстрела: по вертикали −8 +25 град., по горизонтали — 30 градусов в каждую из сторон. Самоходная установка должна иметь щит, не препятствующий производить прямую наводку и прикрывать орудийный расчет спереди от пуль. С бортов расчет должен быть прикрыт до пояса 5-мм броней. В походном положении расчет должен быть прикрыт полностью, за исключением крыши. Самоходная установка должна допускать стрельбу как с места, так и с хода под всеми углами и быть устойчивой при стрельбе. Экипаж установки — 3 человека. Для самообороны предусмотреть укладку ручного пулемета ДП. Боекомплект не менее 50 снарядов и 1000 патронов».
Тем не менее, далее САУ полностью базировалась на шасси нового плавающего танка Т-38. В конструкции были использованы его силовая установка, бортовые фрикционы, приводы управления и электрооборудование. Из возможных вариантов артиллерийского вооружения была выбрана 45-мм противотанковая пушка образца 1932 года, которая изначально не предназначалась для установки на танковое шасси. Вместе с пушкой на САУ перекочевали механизм наводки и прицельные приспособления. Орудие установили прямо по центру в лобовом листе корпуса, сместив место механика-водителя влево. Боекомплект, состоящий из 50 выстрелов, разместили вдоль бортов. Эта самоходка уже получила название СУ-45.

## Описание конструкции

### Броневой корпус и рубка
САУ имела стандартную для 1930-х годов компоновку: спереди боевое отделение и отделение управления. Двигатель и трансмиссия были установлены в корме машины. Лобовая броня САУ составляла 9 мм, бортовая — 5 мм, броня крыши и днище — 4 мм. В походном положении расчёт должен был быть прикрыт полностью, за исключением крыши.

### Ходовая часть
САУ базировалась на шасси плавающих танков Т-37А и Т-38, однако имела 5 опорных катков диаметром 400 мм.

### Вооружение
Основным вооружением СУ-45 являлась 45-мм танковая пушка образца 1932/38 годов. Также в ней был установлен курсовой 7,62-мм пулемет ДТ. Высота линии огня была не выше 1200 мм, углы обстрела: по вертикали −8 +25 град., по горизонтали — 30 градусов в каждую из сторон. Боекомплект пушки — 50 снарядов, пулемёта — до 1000 патронов.

## Серийное производство
Было выпущено два прототипа. Серийно не выпускалась.